# Coutures (Gironda)
Coutures è un comune francese di 87 abitanti situato nel dipartimento della Gironda nella regione della Nuova Aquitania.

## Società

### Evoluzione demografica
Abitanti censiti